# نووا ویش کنتژنگسکا
نووا ویش کنتژنگسکا (به لاتین: Nowa Wieś Kętrzyńska) یک روستا در لهستان است که در گمینا کنتژن واقع شده‌است. نووا ویش کنتژنگسکا ۳۵۰ نفر جمعیت دارد.